# Nokia X6
 (janvier 2021).
Si vous disposez d'ouvrages ou d'articles de référence ou si vous connaissez des sites web de qualité traitant du thème abordé ici, merci de compléter l'article en donnant les références utiles à sa vérifiabilité et en les liant à la section « Notes et références ».
Le Nokia X6 est un smartphone de Nokia doté d'un écran tactile capacitif (sans stylet). Il fut annoncé en septembre 2009 lors du « Nokia World 2009 » en Allemagne pour remplacer le Nokia 5800 XpressMusic. Il s'agit du troisième modèle de la marque pensé pour réduire son empreinte écologique (économie d'énergie, capteur de lumière ambiante, rappel de débranchement de chargeur, chargeur basse consommation AC-8, Eco zone via Download!/Ovi store, cartes pour optimisation de parcours et navigation pédestre matériaux sans PVC). L'appareil est recyclable jusqu'à 80 % et comporte jusqu’à 60 % de matériaux recyclés.
Il existe en deux versions : avec 16 ou 32 Go de mémoire.

## Caractéristiques
- GSM, GPRS/EDGE, HSDPA
- Taille : 111 × 51 × 13,8 mm
- Appareil photo : 5 mégapixels (2592 × 1944 pixels) ; Enregistrement vidéo jusqu'à 640 × 480 pixels et jusqu'à 30 images par seconde (qualité TV), jusqu'à 640 × 352 pixels et jusqu'à 30 images par seconde (qualité grand écran), jusqu'à 320 × 240 pixels et jusqu'à 30/15 images par seconde (qualité normale/élevée e-mail), jusqu'à 176 × 144 et jusqu'à 15 images par seconde (qualité partage), Zoom vidéo numérique x4
- Appareil photo secondaire (visiophonie) : Enregistrement vidéo jusqu'à 176 × 144 pixels, résolution faible jusqu'à 5 images par seconde, normale jusqu'à 10 images par seconde, élevée jusqu'à 15 images par seconde
- Écran : 3,2 pouces 16:9 nHD, écran tactile capacitif
- Appareil photo de 5 Mpx Carl Zeiss optics, avec 2 LED (flash)
- Micro-USB
- Wi-Fi b, g
- Reconnaissance vocale
- DAS : 1,11 W/kg.